# Maximiliano Rodríguez Vejar
Maximiliano Alexander Rodríguez Véjar (Santiago, Región Metropolitana, Chile, 31 de mayo de 2000) es un futbolista profesional chileno que se desempeña como delantero y milita en Platense de la Primera División de Argentina.

## Trayectoria

### Inicios
Tendría pasos por las inferiores de Cobresal y Colo-Colo, antes de recalar a las inferiores del elenco acerero, en donde sería goleador de las divisiones inferiores, lo que le daría la oportunidad de ascender al primer equipo para su debut profesional en el fútbol chileno.

### Huachipato
Pese a que su debut profesional se gestara un 24 de febrero de 2019, comenzaría a ser más considerado en la titularidad de la mano del DT Juan José Luvera y tendría una mayor relevancia mediática durante la temporada 2021 ya que tendría la difícil tarea de reemplazar al anterior 9 acerero, Juan Sánchez Sotelo y a Joffré Escobar, sumando entre ambos 21 goles, por lo que para el campeonato Huachipato no contaría con sus principales goleadores de la temporada pasada. Tendría un espacio en el plantel estelar alternando con César Huanca y Alexis Mancilla.
Sería en su 21° partido por el acero en donde debutaría como goleador, nada menos que con un doblete ante Ñublense el 16 de abril de 2021, válido por la fecha 4 del campeonato de Primera División de Chile, siendo un agente ofensivo activo durante el partido, el que terminaría 5 - 3 en favor de Huachipato.
El desgaste internacional, sumado a una irregular campaña, desembocaría en el descenso en cancha del Club Deportivo Huachipato para la Temporada 2021, ratificando su permanencia en la Primera División debido al caso Melipilla, pese a esto, Maximiliano contaría con la confianza de los Directores Técnicos que pasarían por la usina (Juan José Luvera, Mario Salas y Gustavo Álvarez) y sería un titular recurrente del elenco acerero.
Considerado como uno de los buenos delanteros chilenos del medio, Maximiliano Rodríguez consolidaría su regularidad para la Temporada 2023 al mando del DT Gustavo Álvarez, en donde jugaría un total de 28 partidos y registraría su mayor cifra goleadora con 7 tantos, considerando que su mayor característica radica en arrastrar marcas, además de mostrar buenas cualidades de habilitador. El 2023 terminaría siendo su mejor temporada en el cuadro acerero, siendo considerado para la selección chilena y la que culminaría con la obtención del campeonato de Primera División, siendo este su primer título como futbolista profesional a sus 23 años, destacando el hecho de haber marcado el único tanto que le dio la victoria a Huachipato frente a Ñublense en la penúltima fecha, resultado que le permitió al elenco acerero pelear el título hasta el final, culminando en que para la última fecha (en donde se definiría el título o una posible final) contra Audax Italiano, marcó el último tanto que definió el resultado 2 - 0 final, con el que después de la derrota de Cobresal en Santiago (partido que se jugaba en simultáneo), consagraría a Huachipato como campeón del fútbol chileno y ganaría el tercer campeonato en la historia del club.

## Estadísticas
| Club               | Div.          | Temporada     | Liga  | Liga  | Copas nacionales | Copas nacionales | Torneos internacionales | Torneos internacionales | Total | Total |
| Club               | Div.          | Temporada     | Part. | Goles | Part.            | Goles            | Part.                   | Goles                   | Part. | Goles |
| ------------------ | ------------- | ------------- | ----- | ----- | ---------------- | ---------------- | ----------------------- | ----------------------- | ----- | ----- |
| Huachipato · Chile | 1.ª           | 2018          | 1     | 0     | —                | —                | —                       | —                       | 1     | 0     |
| Huachipato · Chile | 1.ª           | 2019          | 3     | 0     | 1                | 0                | —                       | —                       | 4     | 0     |
| Huachipato · Chile | 1.ª           | 2020          | 14    | 0     | —                | —                | 1                       | 0                       | 15    | 0     |
| Huachipato · Chile | 1.ª           | 2021          | 17    | 3     | 1                | 1                | 5                       | 0                       | 23    | 4     |
| Huachipato · Chile | 1.ª           | 2022          | 20    | 4     | 2                | 0                | —                       | —                       | 20    | 4     |
| Huachipato · Chile | 1.ª           | 2023          | 28    | 7     | 1                | 0                | —                       | —                       | 28    | 7     |
| Huachipato · Chile | 1.ª           | 2024          | 21    | 2     | 4                | 1                | 10                      | 1                       | 35    | 4     |
| Huachipato · Chile | Total club    | Total club    | 92    | 16    | 9                | 2                | 16                      | 1                       | 122   | 19    |
| Total carrera      | Total carrera | Total carrera | 92    | 16    | 9                | 2                | 16                      | 1                       | 122   | 19    |
| 1. 2. 3.           |               |               |       |       |                  |                  |                         |                         |       |       |

## Palmarés

### Campeonatos nacionales
| Título              | Club             | País      | Año     |
| ------------------- | ---------------- | --------- | ------- |
| Campeonato Nacional | C. D. Huachipato | Chile     | 2023    |
| Primera División    | C. A. Platense   | Argentina | A- 2025 |